# أوتفريد فيشر
أوتفريد فيشر (بالألمانية: Ottfried Fischer)‏ هو ممثل ألماني، ولد في 7 نوفمبر 1953 في ألمانيا. من الجوائز التي نالها جائزة رومي ‏.

## جوائز
- جائزة رومي [الإنجليزية]‏

## وصلات خارجية
- أوتفريد فيشر على موقع IMDb (الإنجليزية)
- أوتفريد فيشر على موقع روتن توميتوز (الإنجليزية)
- أوتفريد فيشر على موقع مونزينجر (الألمانية)
- أوتفريد فيشر على موقع ألو سيني (الفرنسية)
- أوتفريد فيشر على موقع ميوزك برينز (الإنجليزية)
- أوتفريد فيشر على موقع أول موفي (الإنجليزية)
- أوتفريد فيشر على موقع ديسكوغز (الإنجليزية)
- أوتفريد فيشر على موقع قاعدة بيانات الفيلم (الإنجليزية)
- أوتفريد فيشر على موقع كينوبويسك (الروسية)